# Foral de Lagos
O Foral de Lagos refere-se a dois documentos, lançados em 1249 e 1504, que regularam as transacções comerciais e a representação do poder local e real na cidade de Lagos, em Portugal.

## Contextualização histórica
O primeiro dos dois forais de Lagos foi atribuído em 1249, após a completa reconquista do Algarve por parte de D. Afonso III. As funções deste foral eram regularizar e dinamizar as actividades económicas na cidade, além de estabelecer uma forma de governo local e representar o poder real. No entanto, devido a diversas dificuldades, em especial a falta de contacto entre o poder local e real, e a influência dos grandes senhores locais e regionais, este não pôde ser actualizado. Este facto fez com que a cidade enfrentasse diversos entraves ao seu desenvolvimento, especialmente quando se tornou um dos locais de maior movimento comercial após o despontar dos Descobrimentos portugueses.
Com D. João II iniciou-se um esforço nacional de renovação ou reformulação dos forais um pouco por todo o território nacional, devido principalmente ao facto destes estarem, na sua esmagadora maioria, desactualizados, resultando em graves barreiras ao desenvolvimento económico nos municípios. Este esforço foi continuado por D. Manuel I, numa política de reforma geral do reino de Portugal.
O segundo foral de Lagos foi atribuído em 1504, estando presente no Tombo de Entre Tejo e Odiana, e esteve em vigor até ao liberalismo português, no século XIX.

## Caracterização do Segundo Foral
Este documento é bastante semelhante a outros atribuídos a diversas localidades no Algarve na época, tendo apenas algumas ligeiras diferenças, devidas à situação económica da cidade de Lagos.
Uma das características do Foral, comum nos forais atribuídos a municípios no Algarve, mas mais raro no resto do país, é a distinção entre os movimentos comerciais efectuados por terra dos efectuados por via marítima. Isto deve-se sobretudo ao facto da via marítima ser, nessa altura, a mais utilizada no transporte de mercadorias volumosas, ou que exigissem trocas rápidas.
Os produtos mais importantes, ou seja, para os quais o Foral se debruçou com mais atenção, eram, em importações, tecidos vindos de Flandres, do Castela e de origem muçulmana, couros e peles, escravos africanos, junco, palma e esparto, e ferro, estanho e outros metais; as exportações visadas foram figos, uvas passadas, estopa, lã, azeite, mel e objectos de metal. Também foram actualizados vários pontos do Foral de 1249, como a introdução de regulamento próprio para caravelas, inexistentes na época de D. Afonso III, preços e condições especiais para produtos e materiais usados na construção e manutenção de embarcações e equipamento a ser utilizado a bordo, como cortiça, madeiras várias, ferro, armas, sebo, pano, entre outros, e a redução do preço do sal para preços mais baixos do que os praticados no resto do Algarve, de modo a incrementar a actividade de salga.
Apresenta-se como um códice manuscrito, decorado por diversas iluminuras, e com aplicações em cobre na capa (um escudo nacional mais quatro esferas armilares).
Encontra-se exposto no Museu Municipal Dr. José Formosinho, em Lagos. Crê-se que existe uma cópia do documento numa biblioteca brasileira.